# Ferik Katuas
Ferik Katuas (Feric Catuas, Ferikatuas, deutsch „alte Ehefrauen“) ist eine osttimoresische Aldeia im Suco Leohito (Verwaltungsamt Balibo, Gemeinde Bobonaro). 2015 lebten in der Aldeia 864 Menschen.

## Geographie
Ferik Katuas bildet den Osten des Sucos Leohito. Südwestlich befindet sich die Aldeia Faloai, westlich die Aldeia Mohak und nördlich die Aldeia Aiasa. Im Osten bildet der Talau (der hier Taipui heißt) die Grenze zu Indonesien.
Durch den Westen führt die einzige nennenswerte Straße des Sucos. Sie verbindet die Orte Ferik Katuas 1 (Wiwik) und Ferik Katuas 2 mit den Nachbar-Aldeias und der Außenwelt. Nur eine Piste führt nach Osten zum Weiler Beremanu nahe dem Talau. Etwas südlich davon mündet in den Talau der kleine Fluss Tishun. Nördlich von Beremanu erheben sich die kleinen Berge Taruik Fatumandiri (Lage) mit 335 m und Taruik Sese (Lage) mit 410 m und südlich der Fatofera (Lage) mit 378 m. Im Norden von Ferik Katuas liegt der Foho Ata (Lage) mit 435 m. Das Mobusa Wasserreservoir, östlich des Fatoferas am Talau, wird gemeinsam mit Indonesien betrieben.
In Ferik Katuas 1 steht eine Grundschule.

## Politik
2023 wurde Silvano Barreto zum Chefe de Aldeia gewählt.